# Drameljski potok
Drameljski potok este o arie protejată (arie specială de conservare — SAC, sit de importanță comunitară — SCI) din Slovenia întinsă pe o suprafață de 3,43 ha, integral pe uscat.

## Localizare
Centrul sitului Drameljski potok este situat la coordonatele 46°17′20″N 15°23′03″E / 46.2889°N 15.3842°E.

## Înființare
Situl Drameljski potok a fost declarat sit de importanță comunitară în aprilie 2013 pentru a proteja 1 specie de animale. Situl a fost protejat și ca arie specială de conservare în aprilie 2015.

## Biodiversitate
Situată în ecoregiunile alpină și continentală, aria protejată nu include niciun habitat protejat.
La baza desemnării sitului se află o specie protejată de  nevertebrate: Austropotamobius torrentium.